# یواس‌اس سوتری (آی‌ایکس-۲۶)
یواس‌اس سوتری (آی‌ایکس-۲۶) (به انگلیسی: USS Southery (IX-26)) یک کشتی بود که طول آن ۲۸۸ فوت (۸۸ متر) بود. این کشتی در سال ۱۸۸۹ ساخته شد.